# Scoparia vulpecula
Scoparia vulpecula là một loài bướm đêm trong họ Crambidae.